# Dogmazic

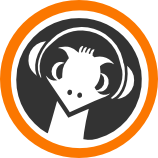
Logo du site dogmazic.net, géré par l'association Musique Libre !

A Dogmazic é uma loja virtual de música, que se destaca por diversas características:
- Os arquivos de música baixados por ela não tem nenhuma forma de DRM, ou seja, eles podem ser tocados livremente.
- É possível obter prévias, via streaming, de todas as músicas disponíveis no catálogo.
- Pode-se baixar os arquivos em diversos formatos, como MP3 e Ogg Vorbis.
- Toda a música disponível nela está licenciada sob Creative Commons o Licence Art Libre.

Ela serve principalmente como vitrine para bandas independentes.